# 打机王
《打機王》（日語：ジュブナイル）是一部2000年上映的日本科幻電影。讲述了四名少年在班级野营时发现了从未来穿越时空来到2000年的小机器人TETRA，由此展开的一系列故事。《打机王》是导演山崎贵的处女作，山崎贵在影片中采用了大量电影特效（特别是VFX视觉特效技术），让影片大受欢迎。

## 情节概要
2000年的暑假中，四名小学生坂本祐介、木下岬、大野秀隆与松岡俊也随着班级外出野营。晚上，祐介、秀隆和俊也被屋外的强光吸引，和出来查探的岬一起在林间发现了一个破损的圆形小机器人。机器人能够说出祐介的名字，自称TETRA，是从未来来到现在与祐介相见的。祐介将TETRA藏在自己家中的壁橱里，并和岬、秀隆、俊也一起收集废弃金属零件，帮助TETRA修复自身。四人想用PS2上网而不得，就向住在附近的“神奇天才”神崎宗一郎求救。宗一郎向他们展示了自己正在进行的时空机器研究，能让纸片穿越空间，在宗一郎于郊外制造的微型虫洞里出现。祐介四人发现微型虫洞的位置正好是发现TETRA的地方，便准备将TETRA还给宗一郎。谁知宗一郎也说是第一次见到TETRA，十分兴奋。
就在宗一郎将TETRA拿回住所研究的同时，一个能够模拟地球人外形的外星人来到了镇上，并模拟成岬的堂姐范子的样子寻找TETRA。外星人跟踪真正的范子与宗一郎见面，并闯入宗一郎家中，抓住宗一郎拷问TETRA下落。次日，祐介发现TETRA失踪了，四人到处寻找，并到宗一郎家求助，却发现模拟宗一郎外形的外星人。祐介等人用液氮冻住了外星人，将宗一郎救出。俊也在外星人身上发现了能够抽光整个游泳池池水的微型金字塔形装置，而隔天众人在电视上看到渔船发现太平洋上有巨型不明物的新闻，发现巨型不明物正是放大了千万倍的金字塔装置。宗一郎推测外星人想要抽光地球的海水。宗一郎自告奋勇留下来拷问外星人，四人组则继续寻找TETRA。但宗一郎反而被外星人制服，外星人抓走了岬，并要众人晚上九点前交出TETRA。
这时TETRA驾驶着巨型机器人「Gangerion」出现在众人面前，原来TETRA为了对抗外星人而自己组装了「Gangerion」，它的外形和操作方法都和之前TETRA编给祐介玩的PS2游戏一样。祐介决定驾驶「Gangerion」去营救岬。经过激烈的战斗，祐介和岬破坏了外星人的巨型金字塔装置，让外星人离去。愤恨的外星人想要杀死祐介，TETRA替祐介挡下了攻击，但由于芯片被击中而停止了运作。伤心的祐介决定努力学习，早日修复TETRA。
20年後，祐介成为了机械专家，为「RNMX」公司设计制造太空用作业机器人。TETRA能够使用的芯片终于面世，宗一郎的时间机器也研究成功了。祐介终于修复了TETRA，TETRA和大家一起，看着另一个自己进入时光机，到20年前的祐介那里去......

## 角色

日版《打机王》海报，中间为机器人TETRA

坂本祐介（远藤雄弥 饰，20年後：吉岡秀隆 饰）
2000年时12岁，是一个喜欢机器人的少年。心中喜欢同伴木下岬，但难以表达自己的心意。
长大后为机器人开发有限公司「RNMX」工作。「RNMX」就是2000年时TETRA为了组装大型机器人「Gangerion」而去盗用金属零件材料的公司。祐介领导的外太空商用智能机器人开发部的团队研发出了扩建国际宇宙空间站用的集成智能机器人。2017年与木下岬成婚。
木下岬（铃木杏 饰，20年後：緒川たまき 饰）
四人组中唯一的女生，是另三名男生的暗恋对象。十分擅长体育运动，篮球水平达到可以和学校的男子篮球队比赛。
高中毕业后，为了与外星人接触的梦想赴美深造，长大后进入美国国家航空航天局，在国际宇宙空间站工作。
大野秀隆（清水京太郎 饰，20年後：川平慈英 饰）
四人组中最矮的人，发现了祐介暗恋岬，但却没有意识到自己也暗暗喜欢着岬。
松冈俊也（YUKI 饰，20年後：高杉亘 饰）
木下岬的青梅竹马，染着茶色的头发。暗恋木下岬，看到祐介与岬的关系加深，产生了微妙的嫉妒心。
神崎宗一郎（香取慎吾 饰）
电器商店的店长，有着十分聪明的头脑。高中时代就取得了若干个专利，之後更设计了不少热门游戏，有充裕的资金来进行自己喜爱的研究：利用引力场扰动制造虫洞，进而实现时空穿梭。2000年时已经制造出能够将小物件通过微型虫洞瞬间移动到另一空间位置的装置。2002年6月与木下范子结婚。
木下范子（酒井美纪 饰）
木下岬的堂姐，暑假中到木下岬家里借宿。跑步时被外星人截取了外形影像数据，被伪装成和她一样外貌的外星人劫持。後来被神崎宗一郎救出。2002年6月与神崎宗一郎结婚。

## 演职员

### 演员
| - 远藤雄弥 饰 坂本祐介 - 铃木杏 饰 木下岬 - 香取慎吾 饰 神崎宗一郎 - 酒井美纪 饰 木下范子 - 清水京太郎 饰 大野秀隆 - YUKI 饰 松冈俊也 - 高桥克实 饰 祐介的父亲 | - 麻木久仁子 饰 祐介的母亲 - 吉冈秀隆 饰 长大後的坂本祐介 - 緒川たまき 饰 长大後的木下岬 - 高杉亘 饰 长大後的松冈俊也 - 川平慈英 饰 长大後的大野秀隆 - 樱井造 饰 废品处理厂管理员 - 松尾贵史 饰 三泽 | - 田原洋 饰 男研究员 - 林原惠 饰 女研究员 - 角替和枝 饰 杂货铺老板娘 - 平賀雅臣 饰 船长 - 黒木宣彦 饰 大副 - 山根祐夫 饰 船员远山 - 田鍋謙一郎 饰 船员山口 |

TETRA由林原惠配音，外星人由武野功雄配音。

### 制作人员
- 导演·编剧·特效：山崎贵
- 制片：安倍修、岛村达夫
- 监制：堀部彻
- 摄影：柴崎幸三
- 灯光：上田なりゆき
- 美术：上條安里
- 录音：宮内一男
- 音乐：清水靖晃

VFX视觉特效：白組、Motor/lieZ、IMAGICA、ROBOT

## 製作經緯
當初視覺特效公司白組曾經以《鵺/NUE》為題籌備電影，但因當時製作資金需要30億日元而受到阻礙，繼而中止開發。因此白組繼而以本片這一項較低成本的新項目，讓當時未有導演經驗的山崎貴首執導筒大旗。
而本片當初製作成本1.5億日元、排期於6月檔期公映。但在從《鵺/NUE》項目開發開始一直帶領的ROBOT社長阿部秀司極力爭取之下，取得總共5億日元成本預算，以及邀請到香取慎吾加入演出陣容，和成功在暑假檔期於全國東寶系院線公映。
本編結局所描寫的2020年少年變成大人的部份，山崎貴曾有意以2000年的原班演員陣容再拍成「完全版」，但2020年因爆發2019冠狀病毒病疫情的影響而無法實現。取而代之，這一構思最終於山崎貴2022年作品《GHOSTBOOK 妖怪圖鑑》以另一形式實現，由远藤雄弥和铃木杏以友情演出方式，以同一角色名字演出劇中坂本一樹（城檜吏飾）的父母，以及本片的機械人「TETRA」也在該作內登場。

## 主题曲

### 原版
- 「JUVENILEのテーマ〜瞳の中のRAINBOW〜」、「アトムの子」

作词、作曲、編曲、演唱：山下達郎
2000年7月12日发行 MOON/WARNER MUSIC JAPAN WPCV-10033

### 香港
- 《华丽宇宙》

作词：少爷占，作曲、编曲：小室哲哉，演唱：谭凯琪

## 获奖情况
- 2000年意大利吉冯尼儿童电影节（Giffoni Film Festival）Early Screens单元：金格里芬奖
- 2000年ニフティ映画大賞（现为日本インターネット映画大賞）2000の日本映画部門映像効果賞